# متیو براون (بازیکن بیسبال)
متیو براون (انگلیسی: Matthew Brown؛ زادهٔ ۸ اوت ۱۹۸۲) بازیکن بیس‌بال اهل ایالات متحده آمریکا است.
وی در مسابقات کشوری و بین‌المللی در مجموع برندهٔ ۱ مدال برنز شده‌است.